# Bodedia gracilior
Bodedia gracilior là một loài tò vò trong họ Ichneumonidae.